# Rhogeessa
Rhogeessa là một chi động vật có vú trong họ Dơi muỗi, bộ Dơi. Chi này được H. Allen miêu tả năm 1866. Loài điển hình của chi này là Rhogeessa tumida H. Allen, 1866.

## Hình ảnh

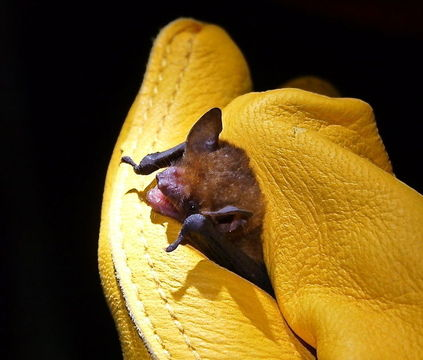

## Các loài
Chi này gồm các loài: